# Parafia Matki Bożej Miłosierdzia w Gnieźnie
Parafia pod wezwaniem Matki Bożej Miłosierdzia w Gnieźnie – rzymskokatolicka parafia w Gnieźnie, należąca do dekanatu gnieźnieńskiego I, erygowana w 1996 dekretem arcybiskupa Henryka Muszyńskiego. Kościół parafialny mieści się na osiedlu Pustachowa, na rogu ulic Skalnej i Pustachowskiej. Proboszczem jest ks. Piotr Dworek.

## Kościół
Funkcje sakralne pełniła tymczasowa kaplica wybudowana w latach 1996–1997. Wewnątrz obraz Matki Bożej Ostrobramskiej. Po wybudowaniu nowej świątyni została rozebrana. Mogła pomieścić 200 osób. Budowa nowego kościoła parafialnego trwała od 23 sierpnia 2006 do listopada 2017 roku. Poświęcenie placu pod budowę nowego kościoła nastąpiło 5 maja 2006 roku przez biskupa Wojciecha Polaka. Kamień węgielny pod jego budowę został przywieziony z Ostrej Bramy w Wilnie. Został on wmurowany 13 kwietnia 2008 roku przez abpa Henryka Józefa Muszyńskiego.

## Zasięg parafii
Parafia obejmuje swym zasięgiem następujące ulice osiedla Pustachowa i Kokoszki:

Aroniowa, Biała, Boczna, Chłodna, Cisowa, Czeremchowa, Dzieci Wrzesińskich, Gębarzewska, Głogowa, Graniczna, Halna, Jarzębowa, Jastrzębia, Jemiołowa, Jesionowa, Kalinowa, Kokoszki, Leszczynowa, Nowa, Olchowa, Platanowa, Południowa, Półwiejska, Pustachowska, Skalna, Ugory, Traugutta, Wiązowa, Wiejska, Wrzesińska (od nr 60 do 200), Wrzosowa, Zacisze, Żwirowa.